# تروریسم و اتحاد جماهیر شوروی
تروریسم و اتحاد جماهیر شوروی (انگلیسی: Terrorism and the Soviet Union) موضوعی مورد مناقشه بین اتحاد جماهیر شوروی و کشورهای غرب و منجمله ناتو بود بطوری که ناتو و همچنین دولت‌های ایتالیا، آلمان و بریتانیا به عنوان یک تهدید جدی خشونت را به شکل «مبارزه با سازمان‌های کمونیستی» ضروری عنوان کردند.

## بمب‌گذاری‌ها
طبق گفته گورگوری بسادوفسکی، پناهنده شوروی، NKVD در اوایل دهه ۱۹۲۰ هماهنگ‌کننده مستقیم تعدادی از بمبگذاری‌ها در لهستان بود. در ۱۳ اکتبر ۱۹۲۳ بزرگترین بمب‌گذاری در یک انبار بزرگ مهمات علیه نیروی ورشو بود که آنرا تخریب کرد، در این عملیات ۲۸ سرباز لهستانی کشته و ۸۹ نفر زخمی شدند. بمب‌گذاری دیگر در تاریخ ۲۳ می ۱۹۲۳ در دانشگاه ورشو بود که تعدادی از افراد را از جمله پروفسور رومان اورزسکی کشته شد. بمبگذاری‌های بعدی در چستوستکوا، کراکوا و بیاتوستوک رخ داد.
بر اساس گفته‌های فراریان از شوروی، ویکتور سوواروف و استانیسلاو لونو، سرویس سری شوروی اولین استادان تروریسم بین‌المللی بودند. بر اساس گفته یون میهای پاسپا، ژنرال کا گ ب الکساندر ساخارافسکی یکبار گفته بود: «در جهان امروز زمانی که سلاح‌های هسته ای نیروی نظامی را منسوخ ساخته‌اند، تروریسم باید سلاح اصلی ما باشد». او همچنین ادعا کرد که: «هواپیماربایی اختراع من است» و تنها در سال ۱۹۶۹، ۸۲ هواپیما در جهان با سرمایه‌گذاری کا گ ب ربوده شدند.